# Filológiai Közlöny
Filológiai Közlöny (1955. márciustól –) A szerkesztőség székhelye: kezdetben Budapest, jelenleg (2009) Pécs. Induláskor a Modern Filológiai Társaság és az MTA Modern Filológiai Bizottságának folyóirata. Jelenleg a Magyar Tudományos Akadémia Irodalomtudományi Bizottságának folyóirata, s Pécsett a Modern Irodalomtörténeti és Irodalomelméleti Tanszéken szerkesztik. Periodicitás: negyedévente. ISSN 0015-1785

## Tartalma
A modern magyar filológia, a magyar irodalomtörténet világirodalmi vonatkozásait elemzi és az európai irodalmakat kíséri figyelemmel. Általános nyelvészeti témáknak, összehasonlító irodalomtörténeti kutatásoknak is helyt ad. Irodalomelmélet, poétika, filozófia, az irodalom és a folklór kapcsolatát tárgyaló témák szintén a szakfolyóirat profiljába tartoznak. A szakfolyóirat az összevont számok megjelentetésével egy-egy témakört prezentál: pl.:
- A kulturális különbözőség poétikája és politikája (2007/1-2. sz.)
- Ki merre tart a magyar Shakespeare-kutatásban? (2007/3-4. sz.)
- Prózapoétika (2004/3-4)

## Jogelődje
- Egyetemes Philologiai Közlöny

## Állományadatok[1]
- 1.1955:1-4—32/33.1986/1987:1-4—48.2002:1/2-3/4; 49.2003:1/4; 50.2004:1/2-3/4; 51.2005:1/2,3/4; 52.2006:1/2,3/4. 53.2007:1-2,3/4.

## Főszerkesztők
- Kardos Tibor (1955—1973)
- Horányi Mátyás (1974—1987)
- Salyámosi Miklós (1988—1990)
- Szabics Imre (1991—)
- Bókay Antal (jelenlegi főszerkesztő, 2009)

A főszerkesztők mellett mindig jeles tudósokból álló szerkesztőbizottság működött és működik. Néhány nagy név a szerkesztőbizottsági tagok sorából: Gyergyai Albert, Hadrovics László, Süpek Ottó, Dobossy László, Köpeczi Béla, Masát András. Jelenlegi (2009) szerkesztőbizottsági tagok: Bényei Tamás, Hárs Endre, Jákfalvi Magdolna, Orosz Magdolna, Sándorfi Edina (szerkesztő), Szilágyi Zsófia.